# Flabuta
La flabuta est un instrument de musique gascon. 
C'est une flûte à bec qui appartient aux flûtes à trois trous. 
La flabuta est toujours jouée de la main gauche en même temps qu'un tambourin à cordes, le tamborin.
En 2014, le Ministère de la Culture a inscrit « la facture instrumentale de la flûte à trois trous » à l'Inventaire du patrimoine culturel immatériel en France.

## Facture

### Le corps de la flûte
La flabuta est fabriquée en buis. Ce bois qui peut être commandé mais aussi débité en carrelet, est reconnu pour sa densité, qui met de longues années à sécher après sa coupe : entre huit et dix ans selon les facteurs. Les troncs sont partagés en carrelets. Il leur faudra, ensuite, trois ans pour sécher complètement. Les carrelets sont, ensuite, dégrossis par un premier cylindre, chaque morceau de  bois étant arrondi au tour à bois. Entre chaque étape, le buis doit être mis à sécher, pour ne pas modifier l'équilibre de la flûte. Vient ensuite l'étape du perçage. Une fois percée, la flûte est trempée dans de l'huile de lin: Cela permet de nourrir le buis  et de limiter les risques de fentes de la flûte. Le profilage extérieur final est effectué, à nouveau, sur un tour à bois. 

### Le bec  de la flûte
Le bec de la flûte à trois trous à une grande importance pour la sonorité de l'instrument. 
Il est composé d'un bouchon et d'un biseau. Sa fabrication peut diverger d'un fabricant à l'autre:
- Le biseau est taillé au ciseau à bois, sa taille et son inclinaison déterminant le timbre de la flûte. C'est l'angle formé qui permettra à l'arête du biseau, appelé aussi labium, de vibrer lorsque le musicien soufflera dans la flûte. Une anche de cuivre peut être ajoutée au niveau du biseau supérieur, appelé aussi "esvendai".
- Le bouchon, fortement soumis à la salive du musicien, est régulièrement mouillé ou humide. Cela engendre la dilatation et la fente du bec de l'instrument. Pour cette raison, il n'est pas réalisé en buis, bois trop dense et trop dur, mais plutôt en génévrier, résineux qui ne gonfle pas et résistant aux moisissures. Dessiné dans un morceau rectangulaire de génévrier, le bouchon est entièrement travaillé au ciseau. Pour finir, il est lissé avec une petite lime ou un rifloire-râpe. Le canif peut aussi être utilisé[1].

### La queue  de la flûte
Dans la partie inférieure de la flûte, sont percés deux trous sur la face antérieure.Pour accorder la flûte, les trous sont élargis et soucoupés, c'est-à-dire évasés vers l'intérieur, à la main jusqu'à ce que toutes les notes soient justes. C'est la tâche la plus difficile dans la fabrication : la justesse des accords.
La fabrication de la flûte se termine avec le vernissage ou le cirage qui permettent de protéger l'instrument de l'humidité et de la salive, tout en faisant ressortir les veines du buis. Il est possible d'y ajouter des bagues en étain. 